# Transformación de Mangler
La transformación de Mangler, también conocida como transformación Mangler-Stepanov (Stepanov 1947, Mangler 1948, Schlichting 1955),
reduce las ecuaciones de capa límite axisimétricas a las ecuaciones de capa límite planas.
La transformación transforma las ecuaciones de capa límite axisimétricas con velocidad externa {\displaystyle U} en términos de variables originales {\displaystyle x,y,u,v} en las ecuaciones de la capa límite plana con velocidad externa {\displaystyle {\bar {U}}} en términos de las nuevas variables {\displaystyle {\bar {x}},{\bar {y}},{\bar {u}},{\bar {v}}}. La transformación viene dada por las fórmulas
{\displaystyle {\begin{array}{l}\displaystyle {\bar {x}}={\frac {1}{L^{2}}}\int \limits _{0}^{x}r^{2}(x)dx,\quad {\bar {y}}={\frac {r(x)}{L}}y,\\\displaystyle {\bar {u}}=u,\quad {\bar {v}}={\frac {L}{r}}\left(v+{\frac {r'}{r}}yu\right),\\\displaystyle {\bar {U}}=U,\end{array}}}
donde {\displaystyle L} es una longitud constante, {\displaystyle r(x)} es la distancia del punto de la pared al eje.